# Garin Goussoum (Zinder)
Garin Goussoum (auch: Garin Goussoun) ist ein Dorf im Arrondissement Zinder V der Stadt Zinder in Niger.

## Beschreibung
Das von einem traditionellen Ortsvorsteher (chef traditionnel) geleitete Dorf befindet sich südlich des Stadtzentrums im ländlichen Gemeindegebiet von Zinder, der Hauptstadt der gleichnamigen Region Zinder. Zu den Nachbarorten von Garin Goussoum zählen Babban Tapki Bougage im Norden, Tounfafi im Nordosten, Nawach Kalé im Südosten und Toubori im Westen.
Wie im gesamten Gemeindegebiet von Zinder herrscht das Klima der Sahelzone vor, mit einer durchschnittlichen jährlichen Niederschlagsmenge zwischen 300 und 400 mm.
Bei der Volkszählung 2012 hatte Garin Goussoum 396 Einwohner, die in 67 Haushalten lebten.
Es gibt eine Schule im Dorf.